# Annie Lacroix-Riz
Annie Lacroix-Riz (1947) è una storica francese.
È specializzata nelle relazioni tra Francia, Germania e Stati Uniti d'America dal 1930 al 1950, e nel collaborazionismo durante la Seconda guerra mondiale.
Già studentessa all'École normale supérieure di Sèvres, e allieva di Pierre Vilar, è professoressa emerita di storia contemporanea all'Università di Parigi-Diderot.
È storica marxista e membro fondatore del Polo di Rinascita Comunista in Francia (PRCF), fondato nel 2004.

## Opere
I suoi interessi sono la storia politica, economica e sociale della Terza Repubblica Francese e del Regime di Vichy, le relazioni tra il Vaticano e la Germania nazista, come pure le strategie delle élite francesi prima e dopo la Seconda guerra mondiale.
Nei suoi primi lavori Annie Lacroix-Riz affronta il periodo post-bellico della ricostruzione in Francia e studia le tensioni sindacali, analizzando le problematiche all’interno della CGT (Confédération générale du travail - Confederazione Generale del Lavoro), il ruolo del ministro francese Ambroise Croizat sulle riforme del lavoro sociale e quello del sindacalista statunitense Irving Brown in Francia.
In lavori successivi esamina ulteriormente l'influenza degli Stati Uniti in Europa (ad esempio in Svezia
) e sulle colonie francesi in Nord Africa, e mette in questione le motivazioni del Piano Marshall. Una delle sue prime tesi è che la complicità delle istituzioni industriali e finanziarie con la Germania nazista contribuì alla sconfitta della Francia nel 1940, aprendo la via alla supremazia degli Stati Uniti in Europa.
Gli scritti di Annie Lacroix-Riz sul periodo del ventennio e la seconda guerra mondiale, particolarmente riguardo agli interessi finanziari e industriali, al gruppo terrorista La Cagoule, le sue vedute sulla sinarchia e l'Holodomor hanno sollevato varie reazioni critiche. Da un lato la storica è riconosciuta per la natura dettagliata e completa delle sue ricerche, basate su fonti d'archivio, dall'altro viene criticata per le sue tendenze anti-capitalistiche, dal momento in cui sfida le prospettive tradizionali e le narrazioni convenzionali.

## Controversie

### La carestia in Ucraina del 1933

Riconoscimento mondiale dell'Holodomor (2024)

L'Ucraina, divenuta indipendente dalla Russia in seguito al crollo dell'Unione Sovietica nel 1991, rivendica il riconoscimento dell' «eliminazione per fame» (Holodomor, in lingua ucraina) subita all'inizio degli anni Trenta come crimine contro l'umanità. In tale direzione, successivamente alla Rivoluzione arancione, il presidente Viktor Juščenko ha presentato un disegno di legge volto a qualificare la carestia del 1932-1933 come genocidio, la cui negazione dovrebbe essere penalmente sanzionata. Analogamente, le comunità della diaspora ucraina in Canada e in Francia sostengono iniziative simili.
La gravità della carestia e la sua presunta intenzionalità sono tuttavia oggetto di controversia da parte di alcuni storici. Più che di una carestia deliberata, alcuni studiosi preferiscono parlare di una grave penuria alimentare che condusse a un inasprimento drastico del razionamento, denunciando altresì quella che viene percepita come un’operazione propagandistica. Secondo la storica delle scienze sociali Valérie Kozlowski, si registra un confronto acceso tra Annie Lacroix-Riz e la comunità ucraina, in particolare quella residente in Francia, la quale le contesta pubblicazioni fortemente critiche nei confronti di Symon Petljura e del metropolita Andrej Szeptycki, di cui sottolinea il coinvolgimento in manifestazioni antisemite nel periodo della Seconda Guerra Mondiale.
Sono state avanzate richieste di sanzioni nei confronti della storica, sostenute, tra gli altri, da Stéphane Courtois. Lo storico Gilles Manceron ha espresso preoccupazione in merito alla pressione esercitata da istanze politiche sulla libertà della ricerca storica.

### Zyklon B
Per quanto riguarda la produzione dello Zyklon B, sostanza chimica utilizzata dai nazisti nel campo di sterminio di Auschwitz, le ricerche della storica la portano a dimostrare che il prodotto veniva fabbricato in stabilimenti francesi, in particolare a Villers-Saint-Sépulcre. L'articolo in cui si esprime viene inizialmente censurato e il suo contenuto scatena un dibattito all'interno dell'università, poi sulla stampa. Nel suo libro Industriels et banquiers sous l’Occupation (1999), studia, tra l’altro, il caso dell’industria chimica francese e la creazione dell’azienda franco-tedesca Francolor (IG Farben/Degesch). In esso riprende le sue affermazioni sulla produzione dello Zyklon B in Francia. Lo storico André Nouschi conclude che ciò è fortemente probabile, sebbene difficile da accettare.